# Pierre Bourzat
Pour les articles homonymes, voir Bourzat.
Pierre Bourzat est un homme politique français né le 18 février 1800 à Brive-la-Gaillarde (Corrèze) et  mort le 4 mai 1868 à Bruxelles (Belgique).

## Biographie
Avocat à Brive, il est l'un des leaders du parti démocratique. Il est député de la Corrèze de 1848 à 1851, siégeant au groupe d'extrême gauche de la Montagne. Expulsé après le coup d’État du 2 décembre 1851, il meurt en exil.

## Sources
- « Pierre Bourzat », dans Adolphe Robert et Gaston Cougny, Dictionnaire des parlementaires français, Edgar Bourloton, 1889-1891 [détail de l’édition]